# Jazznavour
 (mars 2025).
Albums de Charles Aznavour
Plus bleu...
(1997) Palais des congrès 97/98
(1999)
Singles
1. For me formidable (hors commerce)
Sortie : 1998
2. Ce sacré piano / Tu t'laisses aller / J'aime Paris au mois de mai / Lucie (hors commerce)
Sortie : 1998

Jazznavour est le 43e album studio français de Charles Aznavour. Il est sorti en octobre 1998.

## Composition
Pour cet album, Charles Aznavour a réenregistré quelques-uns de ses succès avec de nouvelles orchestrations à saveur Jazz.

## Liste des chansons
| No  | Titre                                    | Auteur                            | Invité                            | Durée      |
| --- | ---------------------------------------- | --------------------------------- | --------------------------------- | ---------- |
| 1.  | J'aime paris au mois de mai              | Aznavour et Pierre Roche/Aznavour | duo avec Dianne Reeves            | 4 min 59 s |
| 2.  | Ce sacré piano                           | Aznavour                          | Jacky Terrasson                   | 3 min 47 s |
| 3.  | De t'avoir aimée                         | Aznavour                          | Michel Petrucciani                | 3 min 57 s |
| 4.  | Tu T'Laisses Aller                       | Aznavour                          | Eddy Louiss et Michel Petrucciani | 4 min 35 s |
| 5.  | Mes emmerdes                             | Aznavour                          |                                   | 3 min 54 s |
| 6.  | Yesterday when I was young (Hier encore) | Aznavour                          | duo avec Dianne Reeves            | 3 min 29 s |
| 7.  | Les plaisirs démodés                     | Georges Garvarentz/Aznavour       |                                   | 2 min 42 s |
| 8.  | Me voilà seul                            | Garvarentz / Aznavour             | Richard Galliano et Pierre Drevet | 4 min 29 s |
| 9.  | À t'regarder                             | Jean Constantin/Aznavour          |                                   | 2 min 57 s |
| 10. | Lucie                                    | Aznavour                          |                                   | 2 min 52 s |
| 11. | She (Tous les visages de l'amour         | Aznavour                          | Eddy Louiss et Richard Galliano   | 2 min 38 s |
| 12. | Dormir avec vous madame                  | Aznavour                          |                                   | 2 min 23 s |
| 13. | Au creux de mon épaule                   | Aznavour                          | Eddy Louiss et Richard Galliano   | 3 min 45 s |
| 14. | For me formidable                        | Aznavour                          |                                   | 2 min 21 s |

## Musiciens
- Charles Aznavour : Chant (1-14)
- Dianne Reeves : Chant (1, 6)
- Jacky Terrasson : Piano (1, 2, 10, 12, 14)
- Michel Petrucciani : Piano (3, 4)
- André Manoukian : Piano, (5-9), Piano électrique (8), Arrangements (3, 4, 7)
- Eddy Louiss : Orgue Hammond B3 (4, 11, 13)
- Richard Galliano : Accordéon (8, 11, 13)
- Sylvain Luc : Guitare (3, 7, 11, 13)
- Rémi Vignolo : Contrebasse (1-14)
- Hervé Mechinet : Saxophone Ténor (1, 2, 5, 10, 12, 14), Flûtes (10)
- David Sauzay : Saxophone Ténor (6, 9)
- Phil Sellam : Saxophones Alto et Baryton (1, 2, 10, 12, 14)
- Pierre Drevet : Trompette, (1, 2, 5, Arrangements (7)
- Phil Abraham : Trombone (1, 2, 5, 10, 12, 14)
- String Ensemble Fred Sans : Violons (3, 7-9)
- André Ceccarelli : Batterie (1-14)